# Tonolzbronn
Tonolzbronn ist ein Teilort der Gemeinde Ruppertshofen im Ostalbkreis im östlichen Baden-Württemberg und liegt rund ein Kilometer nordöstlich der Hauptgemeinde.
Der Ortsname Tonolzbronn beruht auf einer Standortbezeichnung. Bronnen = Quelle des Haldenbaches – einem Quellbach des Brühlbaches, der bei Hönig in die Rot mündet. Tonolz vermutlich Lagehinweis auf eine Siedlung die in einem waldreichen Gebiet liegt. Früher gebräuchliche Schreibweisen von Tonolzbronn waren Tunoltzbronn, Tunensprunn, Tuonspronn, Tunsprunn, Thunolzbrunn, Tonnesbronn, Thünoltzbronn, Donasprun, Tonaspronn, Donnolzbronn, Donolzbronn, Danasbrun, Thonolzbronn, Donasprung.

## Geographie

### Landschaftsbild
Auf der flachen Hochebene um Tonolzbronn dominiert die Landwirtschaft mit Äckern und Wiesen. An den Abhängen zum Tal des Brühlbaches, der in den Auerbach mündet, steht Wald.

## Geschichte
Die Anfänge von Tonolzbronn reichen – wie auch die des Hauptortes Ruppertshofen – in das 9./10. Jahrhundert zurück. Bis ins 12. Jahrhundert hinein dürfte die Entwicklung der beiden Orte gleich verlaufen sein. Erst dann erhielt Ruppertshofen einen nachhaltigen Entwicklungsschub und wuchs vom Weiler zum Dorf. Auslöser dafür war die Neuordnung des staufischen Hausgutes, die Friedrich I. von Staufen eingeleitet und Enkel Friedrich I. (Barbarossa) fortgesetzt hat.

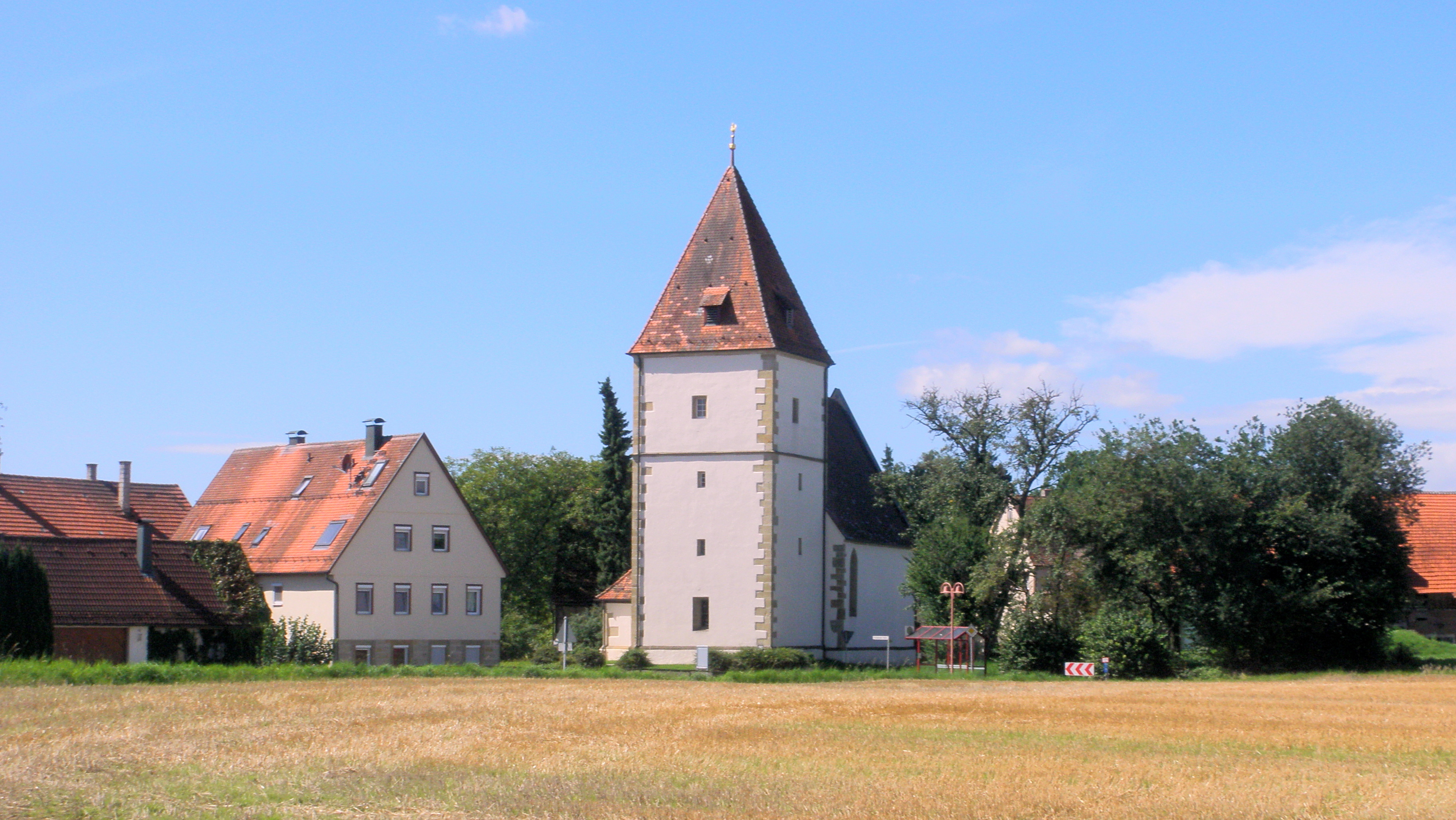
Stephanus-Kirche Tonolzbronn, Blickrichtung West

Eine Besonderheit der Gemeinde Ruppertshofen ist, dass die Kirche sich nicht im Hauptort befindet, sondern im Teilort Tonolzbronn. Die Kirche, erbaut um 1500, ist dem heiligen Stephanus geweiht. In Ruppertshofen selbst befindet sich die Nikolaus-Kapelle.
Zwischen Tonolzbronn und Ruppertshofen lag der abgegangene Ort Wolfertshofen.
Ende 1944, zu Ende des Zweiten Weltkriegs, richtete die NS-Bautruppe Organisation Todt auf der Ebene zwischen Seifertshofen, Steinenbach, Helpertshofen und Kemnaten eine Großbaustelle ein, mit dem Ziel, eine rund 2,5 km lange Betonpiste für Düsenjäger des Typs Messerschmitt Me 262 zu errichten. Rund 600 Arbeiter, überwiegend Kriegsgefangene, wurden eingesetzt, Baracken wurden in umliegenden Ortschaften errichtet und Waldstücke abgeholzt. Aufgrund des Vormarsches der US-Armee wurden die Bauarbeiten am 18. April 1945 abgebrochen.

## Wirtschaft und Infrastruktur
Der Teilort ist rein landwirtschaftlich geprägt.

### Verkehr
Die Entfernung zum Hauptort beträgt etwa 1 km. Tonolzbronn liegt an der K 3328, die von Süden (Täferrot, Ruppertshofen) kommend nach Norden führt, wo sie nach der Ziegelhütte die L 1080 erreicht. Eine Linie der FahrBus Ostalb verbindet den Ort mit Schwäbisch Gmünd und Gaildorf.